# The Forest (2016)
The Forest ist ein US-amerikanisch-britischer Horrorfilm von Jason Zada aus dem Jahr 2016. In der Hauptrolle ist Natalie Dormer zu sehen.

## Handlung
Die Amerikanerin Sara Price erhält einen Anruf aus Japan, wonach ihre Zwillingsschwester Jess den Aokigahara-Wald am Rande des Fuji betreten haben und nicht wieder herausgekommen sein soll. Die Polizei glaubt nun, dass sie tot sei. Gegen den Willen ihres Verlobten fliegt Sara nach Japan, da sie nicht an Jess’ Tod glaubt.
In ihrem Hotel in der Nähe des Aokigahara-Waldes trifft Sara auf den Journalisten Aiden. Dieser bietet ihr an, gemeinsam mit einem japanischen Guide den Wald zu betreten, um sich auf die Suche nach Jess zu machen, was Sara annimmt. Zu dritt betreten sie schließlich den Aokigahara-Wald und finden schon bald Jess’ Zelt, das Sara sofort erkennt. Bei Einbruch der Nacht verlässt der Guide sie wieder, Aiden bleibt jedoch bei Sara. Nachts nimmt Sara Geräusche wahr und macht sich auf eigene Faust auf den Weg, um deren Ursprung zu erforschen. Sie trifft auf ein japanisches Mädchen, das sich als Hoshiko vorstellt. Diese gibt an, Jess zu kennen und warnt Sara, Aiden nicht zu vertrauen. Als Aiden plötzlich auftaucht, verschwindet das Mädchen wieder.
Am nächsten Morgen machen sich Aiden und Sara weiter auf die Suche nach Jess. Sara traut Aiden nach ihrer Begegnung mit Hoshiko nicht mehr ganz und fordert ihn auf, ihr sein Handy zu geben. Nachdem sie dort Bilder von Jess findet, rennt sie weg von Aiden, tief in den Wald hinein. Während ihrer Flucht fällt sie jedoch in eine Höhle und wird bewusstlos. Als sie wieder erwacht, ist Hoshiko an ihrer Seite. Nun stellt sich heraus, dass Hoshiko in Wirklichkeit ein Yūrei, also eine Art Dämon, ist. Sara flüchtet und trifft, nun zu ihrer Erleichterung, wieder auf Aiden.
Aiden bringt Sara zu einer alten Hütte, die er eigenen Angaben zufolge gefunden hat, als er nach ihr gesucht hat. Als Sara die Hütte betritt, glaubt sie Jess’ Schreie aus dem Keller wahrzunehmen. Da sie nun sicher ist, dass Aiden ihre Schwester entführt hat und auch eine Gefahr für sie selbst darstellt, benutzt sie kurzerhand ein Küchenmesser, um ihn zu töten. Während Aiden stirbt, wird Sara jedoch klar, dass die Schreie aus dem Keller und auch das Bild auf Aidens Handy nur Halluzinationen waren.
Sara betritt den Keller der Hütte, wo sie eine verstörende Vision hat. Dabei verletzt sie sich und verliert eine Menge Blut. Als sie im Sterben liegt, wird Sara von einer Gruppe Yūrei tief in den Wald geschleppt. Gleichzeitig wird gezeigt, wie Jess, die am Leben ist, von einem Suchtrupp gefunden wird.

## Hintergrund

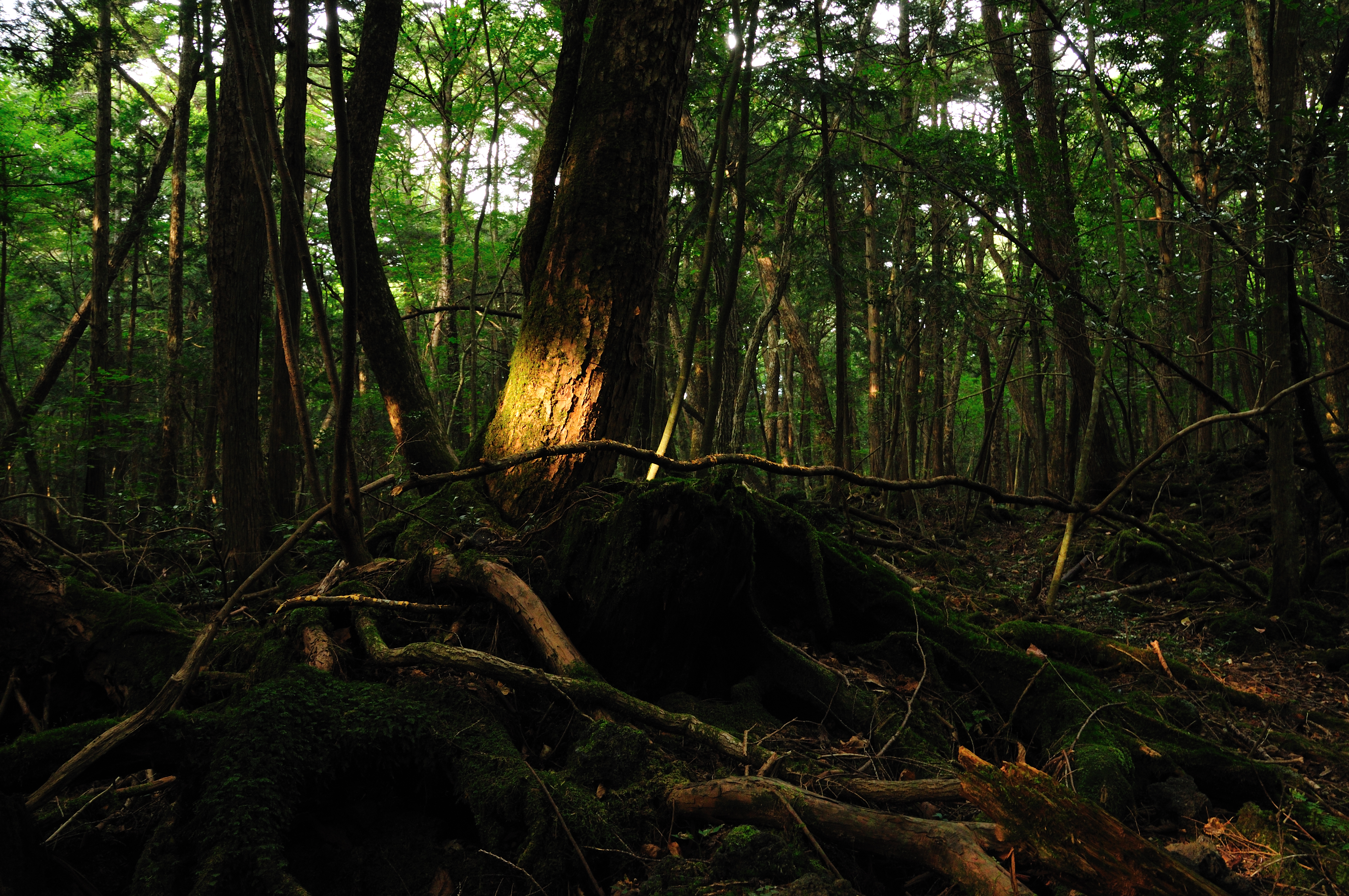
Der Aokigahara-Wald

Der Aokigahara-Wald ist bekannt dafür, dass sich dort häufig Menschen das Leben nehmen. Der Produzent David S. Goyer war aus diesem Grund von dem Gebiet fasziniert und beschloss nach einer Reise nach Aokigahara, einen Horrorfilm darüber zu drehen. Gedreht wurde ab Mai 2015 in Tokio. Da im Aokigahara ein Drehverbot herrscht, wurden die dort spielenden Szenen stattdessen im Tara-Wald in Serbien gedreht.

## Kritik
Der Film erhielt von Kritikern negative Bewertungen. Auf Rotten Tomatoes hält er eine Bewertung von 10 %, basierend auf einer Durchschnittswertung von 4,1/10 und 124 gewerteten Kritiken. Die Süddeutsche meinte in ihrer Kritik: „Statt auf […] reale[s] Schaudern zu vertrauen, setzt Regisseur Zada auf unnötige Erschreckmomente mit zu Zombies geschminkten Grusel-Omis, Maden, oder […] harmlosen Schulmädchen. Bisweilen wünscht man sich, sie würden allesamt in einer der Höhlen verschwinden, die sich unter dem Waldboden auftun.“

## Trivia
- Wenn Sara und Aiden mit dem japanischen Führer Michi durch den Wald streifen, zitieren sie einige Zeilen des Gedichts „There will come soft rains“ der amerikanischen Dichterin Sara Teasdale von 1918, eine von Schwester Jess geschätzte Schriftstellerin. In der deutschen Synchronisation sind die Zeilen des ursprünglich englischsprachigen Gedichts in Reimform in deutsche Sprache übersetzt.